# Trompoasri
Trompoasri is een bestuurslaag in het regentschap Sidoarjo van de provincie Oost-Java, Indonesië. Trompoasri telt 5373 inwoners (volkstelling 2010).